# Górzyca (gmina)
Pour les articles homonymes, voir Górzyca.
Górzyca est une gmina rurale (gmina wiejska) de la powiat de Słubice, dans la Voïvodie de Lubusz, dans l'ouest de la Pologne. , sur la frontière avec l'Allemagne.
Son siège administratif (chef-lieu) est le village de Górzyca, qui se situe environ 18 km au nord de Słubice (siège de la powiat et 49 km au sud-ouest de Gorzów Wielkopolski (capitale de la voïvodie).
La gmina couvre une superficie de 145,55 km2 pour une population de 4 275 habitants en 2016.

## Histoire
De 1975 à 1998, la gmina est attachée administrativement à la voïvodie de Gorzów.

Depuis 1999, elle fait partie de la voïvodie de Lubusz.

## Géographie
La gmina inclut les villages et localités de :

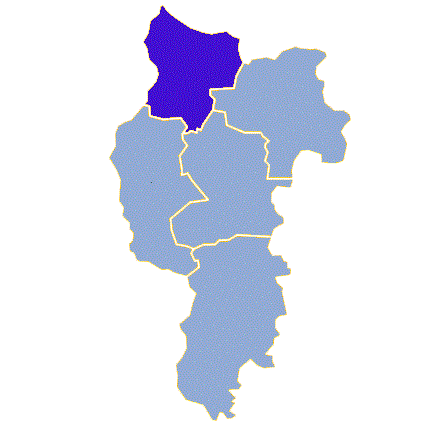
Plan de la gmina

- Chyrzyno
- Czarnów
- Górzyca
- Laski Lubuskie
- Ługi Górzyckie
- Owczary
- Pamięcin
- Radówek
- Spudłów
- Stańsk
- Żabczyn
- Żabice

### Gminy voisines
La gmina de Górzyca est voisine de:

la ville de :
- Kostrzyn nad Odrą

et des gminy suivantes :
- Ośno Lubuskie
- Rzepin
- Słońsk
- Słubice

Elle est également frontalière de l'Allemagne

## Structure du terrain
D'après les données de 2005, la superficie de la commune de Górzyca est de 145,55 kilomètres carrés, répartis comme telle :
- terres agricoles : 69%
- forêts : 18%

La commune représente 14,56% de la superficie du powiat.

## Démographie
Données du 30 juin 2008:
| Description        | Total  | Total | Femmes | Femmes | Hommes | Hommes |
| ------------------ | ------ | ----- | ------ | ------ | ------ | ------ |
| Unité              | Nombre | %     | Nombre | %      | Nombre | %      |
| Population         | 4 178  | 100   | 2 105  | 50,0   | 2 073  | 50,0   |
| Densité (hab./km²) | 28,4   | 28,4  | 14,2   | 14,2   | 14,2   | 14,2   |